# 오쿠노촌
오쿠노촌(奥野村)은 이바라키현 시다군·이나시키군에 일찍이 존재했던 촌이다. 현재의 우시쿠시에 해당한다.

## 역사
- 1889년 4월 1일 - 정촌제 시행에 수반해 시다군 오쿠노촌이 성립하였다.
- 1896년 4월 1일 - 시다군, 가와치군과 합병해 이나사키군이 성립하여, 오쿠노촌은 이나사키군에 속하게 되었다.
- 1955년 2월 10일 - 이나사키군 우시쿠정에 편입해, 소멸하였다.